# Sistema di numerazione indiano
Il sistema di numerazione indiano, usato in India, Pakistan, Bangladesh, Sri Lanka e Birmania, è un sistema di numerazione che si basa sul raggruppamento a due cifre decimali, anziché a tre come accade in Occidente (nel sistema cinese e in quello giapponese, ad esempio, il raggruppamento è a 4 cifre).
Tabella di conversione per la numerazione indiana:
| Numerazione indiana | Trascrizione indiana | Trascrizione italiana | Numerazione occidentale |
| ------------------- | -------------------- | --------------------- | ----------------------- |
| 1 lakh (लाख) o lac   | 1,00,000.00          | 100 000,00            | 100 migliaia            |
| 10 lakh             | 10,00,000.00         | 1 000 000,00          | 1 milione               |
| 1 crore (करोड़)       | 1,00,00,000.00       | 10 000 000,00         | 10 milioni              |
| 10 crore            | 10,00,00,000.00      | 100 000 000,00        | 100 milioni             |
| 100 crore           | 100,00,00,000.00     | 1 000 000,00          | 1 miliardo              |

## Potenze di dieci
| Hindi / Urdu (traslitterazione) traduzione                                                            | Raggruppamento indiano      | Potenza di dieci | Raggruppamento SI         | Scala italiana prefisso SI (adatt. italiano) |
| --- | --------------------------- | ---------------- | ------------------------- | -------------------------------------------- |
| एक / ایک (ek) uno                                                                                     | 1                           | 100              | 1                         | Uno                                          |
| दस / دس (das) dieci                                                                                   | 10                          | 101              | 10                        | Dieci deca- (deca-)                          |
| सौ / سو (sau) cento                                                                                    | 100                         | 102              | 100                       | Cento hecto- (etto-)                         |
| सहस्र (sahasra) / हज़ार / ہزار (hazār) mille                                                             | 1,000                       | 103              | 1 000                     | Mille kilo- (chilo-)                         |
| दस हज़ार / دس ہزار (das hazār) dieci migliaia                                                           | 10,000                      | 104              | 10 000                    | Diecimila                                    |
| लाख / لاکھ (lākh) un lakh                                                                              | 1,00,000                    | 105              | 100 000                   | Centomila                                    |
| अदन्त / ادنت (adant) / दस लाख / دس لاکھ (das lākh) dieci lakh                                           | 10,00,000                   | 106              | 1 000 000                 | Un milione mega- (mega-)                     |
| करोड़ / کروڑ (karoṛ) un crore                                                                           | 1,00,00,000                 | 107              | 10 000 000                | Dieci milioni                                |
| दस करोड़ / دس کروڑ (das karoṛ) dieci crore                                                              | 10,00,00,000                | 108              | 100 000 000               | Cento milioni                                |
| अरब / ارب (arab) / सौ करोड़ (sau karoṛ) un arab / cento crore                                            | 1,00,00,00,000              | 109              | 1 000 000 000             | Un miliardo giga- (giga-)                    |
| एक हज़ार करोड़ (ek hazār karoṛ) / دس ارب (das arab) mille crore / dieci arab                              | 10,00,00,00,000             | 10               | 10 000 000 000            | Dieci miliardi                               |
| खरब / کھرب (kharab) diecimila crore / un kharab / cento arab                                          | 1,00,00,00,00,000           | 1011             | 100 000 000 000           | Cento miliardi                               |
| एक लाख करोड़ (ek lākh karoṛ) / دس کھرب (das kharab) un lakh di crore / dieci kharab / mille arab         | 10,00,00,00,00,000          | 1012             | 1 000 000 000 000         | Un bilione tera- (tera-)                     |
| नील / نیل (neel / nīl) dieci lakh di crore / un neel / cento kharab / diecimila arab                   | 1,00,00,00,00,00,000        | 1013             | 10 000 000 000 000        | Dieci bilioni                                |
| एक करोड़ करोड़ (ek karoṛ karoṛ) / دس نیل (das nīl) un crore di crore / dieci neel                         | 10,00,00,00,00,00,000       | 1014             | 100 000 000 000 000       | Cento bilioni                                |
| पद्म / پدم (padm) un padm / cento neel / dieci crore di crore                                          | 1,00,00,00,00,00,00,000     | 1015             | 1 000 000 000 000 000     | Un biliardo peta- (peta-)                    |
| दस पद्म / دس پدم (das padm) dieci padm / cento crore di crore                                          | 10,00,00,00,00,00,00,000    | 1016             | 10 000 000 000 000 000    | Dieci biliardi                               |
| शङ्ख / شنکھ (shankh / śaṅkh) uno shankh / cento padm / mille crore di crore / un lakh di lakh di crore | 1,00,00,00,00,00,00,00,000  | 1017             | 100 000 000 000 000 000   | Cento biliardi                               |
| गुलशन / پدم (gulshan) un gulshan / dieci shankh / diecimila crore di crore                             | 10,00,00,00,00,00,00,00,000 | 1018             | 1 000 000 000 000 000 000 | Un trilione exa- (esa-)                      |

## Numerazione vedica
Nella millenaria letteratura dei veda indiani si possono trovare anche altre terminologie: quelle della tabella che segue sono tratte dal Rāmāyaṇa.
| Sanscrito (traslitterazione) | Potenza | Italiano          |
| ---------------------------- | ------- | ----------------- |
| एक (eka)                     | 100     | Uno               |
| दश (daśa)                    | 101     | Dieci             |
| शत (śata)                    | 102     | Cento             |
| सह (sahasra)                 | 103     | Mille             |
| अयुत (ayuta)                  | 104     | Diecimila         |
| लक्ष (lakṣa)                  | 105     | Centomila         |
| नियुत (niyuta)                 | 106     | Un milione        |
| कोटि (koṭi)                    | 107     | Dieci milioni     |
| शङ्कु (śaṅku)                  | 1012    | Un bilione        |
| महाशङ्कु (mahā-śaṅku)           | 1017    | Cento biliardi    |
| वृन्द (vṛnda)                  | 1022    | Dieci triliardi   |
| महावृन्द (mahā-vṛnda)           | 1027    | Un quadriliardo   |
| पद्म (padma)                  | 1032    | Cento quintilioni |
| महापद्म (mahā-padma)           | 1037    | Dieci sestilioni  |
| खर्व (kharva)                 | 1042    | Un settilione     |
| महाखर्व (mahā-kharva)          | 1047    | Cento settiliardi |
| समुद्र (samudra)               | 1052    | Dieci ottiliardi  |
| ओघ (ogha)                    | 1057    | Un noniliardo     |
| महौघ (mahaugha)               | 1062    | Cento decilioni   |

## India
In India, oltre al lakh e al crore, è usato anche l'arab, che equivale a 100 crore. A Mumbai, nel gergo della malavita khokha indica un crore e peti un lakh.

## Bangladesh
In bengali, il crore è chiamato koti o kuti.

## Swahili
A motivo dell'influenza dell'hindi sulle popolazioni dell'Africa Orientale, il termine lakh è entrato nell'uso comune in swahili come lakhi.